# Nachtjagdgeschwader 100
100-та нічна винищувальна ескадра (нім. Nachtjagdgeschwader 100 (NJG 100) — нічний винищувач Люфтваффе Другої світової війни. Ескадра не мала ні стабу, ні Geschwaderkommodore. Він мав дві Gruppen (групи), що діяли окремо. I. Gruppe NJG 100 була сформована на початку 1943 року з II. Nachtjagdgeschwader 5, а II. Група була сформована в липні 1944 року з трьох штабів Nachtjagdgeschwader 200.

## Начальники
Gruppenkommandeure

### I. Група NJG 100
- Майор Генріх Принц цу Сайн-Вітгенштейн, 1 серпня 1943 — 5 серпня 1943[1]
- Майор Рудольф Шойнерт, 5 серпня 1943 — 31 грудня 1943[1]

### II. Група NJG 100
- Майор Пол Зорнер, 20 липня 1944 — 8 травня 1945[1]